# Gornji Sveti Ivan
Gornji Sveti Ivan, također i Gornji Sentivan (mađ. Felsőszentiván, nje. Ober Sankt Iwan) je selo u jugoistočnoj Mađarskoj.
Zauzima površinu od 53,54 km četvornih.

## Zemljopisni položaj
Nalazi se nedaleko od Baje, na 46°11'42" sjeverne zemljopisne širine i 19°11'25" istočne zemljopisne dužine, nekoliko kilometara od Čavolja i Bikića.

## Upravna organizacija
Upravno pripada Bajskoj mikroregiji u Bačko-kiškunskoj županiji. Poštanski broj je 6447.

## Povijest
Selo se prvi put spominje 1396. kao posjed Kalačke nadbiskupije. 

Nakon turskih osvajanja je selo sasvim opustjelo. 

1789. Gornji Sveti Ivan zahvaća doseljenički val Mađara i bunjevačkih Hrvata.

Polovicom 19. st. su stanovnici bili Hrvati i Mađari, a Nijemci su činili šestinu stanovništva.

## Stanovništvo
U Gornjem Svetom Ivanu živi 2048 stanovnika (2005.).
Pored Mađara, u Gornjem Svetom Ivanu žive i Hrvati, iz skupine Bunjevaca, koji su nekad bili velika zajednica u selu.

### Poznate osobe
Poznate osobe koje su rođene ili su živile i radile u Gornjem Svetom Ivanu.
- Petar Pekić, hrv. književnik
- Anka Jelačić, hrv. mezzosopranistica
- Ivan Petreš Čudomil, hrv. književnik, radio je kao administrator u Gornjem Svetom Ivanu

## Zanimljivosti
Novinar i književnik János Csuka u svom djelu "A délvidéki magyarság története 1918-1941" je naveo, i to po imenima, izaslanika Bunjevaca, koji su sudjelovali 22. rujna 1919. Mirovnoj konferenciji u Parizu, a među njima je bio i izaslanik i iz ovog sela.

## Vanjske poveznice
- Gornji Sveti Ivan